# Arte Opinião

Arte Opinião foi uma revista fundada em Dezembro de 1978 por um grupo de estudantes de Artes Plásticas e Design da Escola Superior de Belas Artes de Lisboa (ESBAL) continuada até Fevereiro de 1982. Da jovem equipa fundadora constavam José Pedro Croft de Moura, Luísa Coimbra e Mário Cardoso Pires, que compunham o corpo redatorial, sendo o último também responsável pela fotografia; Cândida Ruivo e Rui Cochofel, que compunham a equipa gráfica. A propriedade e direção cabia a Pedro Cabrita Reis. A criação desta revista conseguiu captar a participação de mais de uma centena de colaboradores.  E não foram só estudantes, mas também artistas de todas as artes, estéticas e movimentos, professores, arquitetos, poetas e ensaístas, galeristas e dinamizadores culturais, críticos de arte, jornalistas. Entre eles conta-se com a colaboração de: António Sena da Silva, Calvet Magalhães, Carlos Amaral Dias, Carlos Fragateiro, Carlos Nogueira, Manuel Costa Martins, Eduardo Geada, Ernesto de Melo e Castro, Ernesto de Sousa, Eurico Gonçalves, Fernando Brito, Francisco Laranjo, Hélder Costa, Hestnes Ferreira, Jacinto Rodrigues, João Martins Pereira, José Luís Porfírio, José Afonso, José Vieira Marques, Lagoa Henriques, Leonel Moura, Luiz Francisco Rebello, Mário Dionísio e Rui Mário Gonçalves